# أولاد مطاع (لكوانين)
أولاد مطاع هو دُوَّار يقع بجماعة سيدي أتيجي، إقليم آسفي، جهة مراكش آسفي في المملكة المغربية. ينتمي الدوّار لمشيخة لكوانين التي تضم 25 دوار. يقدر عدد سكانه بـ 381 نسمة حسب الإحصاء الرسمي للسكان والسكنى لسنة 2004.

## روابط خارجية
- البوابة الوطنية للجماعات الترابية
- المندوبية السامية للتخطيط